# Dicasteri per a les Comunicacions
El Dicasteri per a les Comunicacions és un dicasteri de la Cúria Romana amb autoritat sobre totes les oficines de comunicació de la Santa Seu i el Vaticà, incloent el Pontifici consell per les Comunicacions Socials, la Oficina de Premsa de la Santa Seu, el Servei d'Internet del Vaticà, Ràdio Vaticana, Centre Televisiu Vaticà, Osservatore Romano, Servei Fotogràfic, i la Libreria Editrice Vaticana, entitats que assumirà progressivament.
El secretariat fou creat pel Papa Francesc el juny del 2015. El prefecte és Dario Edoardo Viganò, director del Centre Televisiu Vaticà. El secretari és Lucio Adrian Ruiz, responsable del Servei d'Internet del Vaticà. El director general és Paul Nusiner, director de l'Avvenire. El director adjunt és James Galvan, cap de Relacions Internacionals i Assumptes Legals de l'Oficina de Premsa de la santa Seu per la Ràdio Vaticana i directiu del Centre Televisiu Vaticà.

## Història
El Pontifici Counsell per a les Comunicacions Socials va ser una comissió pontifícia i posteriorment passà a ser un dicasteri de la Cúria Romana que fou suprimit el març del 2016 i integrat al Secretariat per a la Comunicació.

### Comissió Pontifícia
Al principi s'anomenava Comissió pontifícia per l'estudi i l'avaluació eclesiàstica de pel·lícules de temàtica moral i religiosa, quan fou creada el 30 de gener del 1948 pel Secretari d'Estat del Vaticà durant el pontificat de Pius XII. El bisbe Martin John O'Connor va quedar amb el seu president i els seus quatre primers membres incloent el monsenyor Maurizio Raffa (representant la Congregació pel Clergat), Monsenyor Ferdinando Prosperi (representant de l'oficina Catòlica internacional de cinema i secretari provisional de la comissió), Giacomo Ibert, i Ildo Avetta. La Comissió s'establí en una petita habitació del Palazzo San Carlo de la Ciutat del Vaticà. El 17 de setembre del 1948 Pius XII va aprovar els estatuts de la seva nova oficina de la Cúria Romana, que després passà a anomenar-se Comissió pontifícia per les pel·lícules educatives i religioses.

### Pontifici Consell
El Consell pontifici per a les Comunicacions Socials fou creat pel papa Pius XII el 1948 i més tard amplià la jurisdicció i va canviar de nom durant els successius pontificats, el més recent el del papa Joan Pau II, que el 28 de juny de 1988 li encarregà l'ús de les diverses formes dels mitjans de comunicació per a divondre l'Evangeli. L'actual president n'és l'arquebisbe Claudio Maria Celli, nomenat pel papa Benet XVI el 27 de juny del 2007.
Segons l'article 169 de la Constitució Apostòlica de la Cúria Romana Pastor Bonus, que promulgà el 28 de juny del 1988 el papa Joan Pau II, "El Consell Pontifici per a les Comunicacions Socials està invloucrat en qüestions relatives als mitjans de comunicació, de manera que, també per aquest mitjà, el progrés humà i el missatge evangèlic poden beneficiar la civilització i la cultura". L'article 170 també destaca que: "La tasca principal d'aquest Consell és fomentar i donar suport d'una manera oportuna i adequada, a l'acció de l'Església i els seus membres en les múltiples formes de la comunicació social. Té cura que els diaris i les revistes, així com el cinema i la ràdio o la televisió, cada vegada estiguin més impregnats d'un esperit humà i cristià."
Aquest dicasteri va publicar diversos documents sobre aspectes relacionats amb les comunicacions socials, incloent:
- L'Església i internet (28 febrer 2002)
- Ètica a internet (28 febrer 2002)
- Ètica de la comunicació (2 juny 2000)
- Ètica de la publicitat (22 febrer 1997)
- Centenari del cinema (Octubre 1996)
- Nova Era (22 febrer 1992)
- Pornografia i violència als mitjans de comunicació (7 maig 1989)
- Comunió i progrés (23 maig 1971)

També va participar en l'escriptura de la carta apostòlica del papa Joan Pau II El ràpid desenvolupament (24 gener 2005) sobre els canvis tecnològics als mitjans de comunicació.
Presidents:
- Martin John O'Connor (1948–1971)
- Agostino Ferrari Toniolo (1969–1971)
- Edward Louis Heston (1971–1973)
- Andrzej Maria Deskur (1973–1984)
- John Patrick Foley (1984–2007)
- Claudio Maria Celli (2007–2016)